# Colorado trail
Colorado Trail je dálková turistická trasa, která vede od ústí kaňonu Waterton (jihozápadně od Denveru) do Duranga. Nejvyšší bod se nachází ve výšce 4045 m ale většina trailu leží ve výšce okolo 3000 m. Navzdory tomu trail často sbíha pod hranici lesa, aby hikeři měli možnost úkrytu před nepříznivým počasím.
Colorado Trail byl vybudován v roce 1987 neziskovou organizací Colorado Trail Foundation a United States Forest Service a je nimi v současné době i udržován.

## Popis

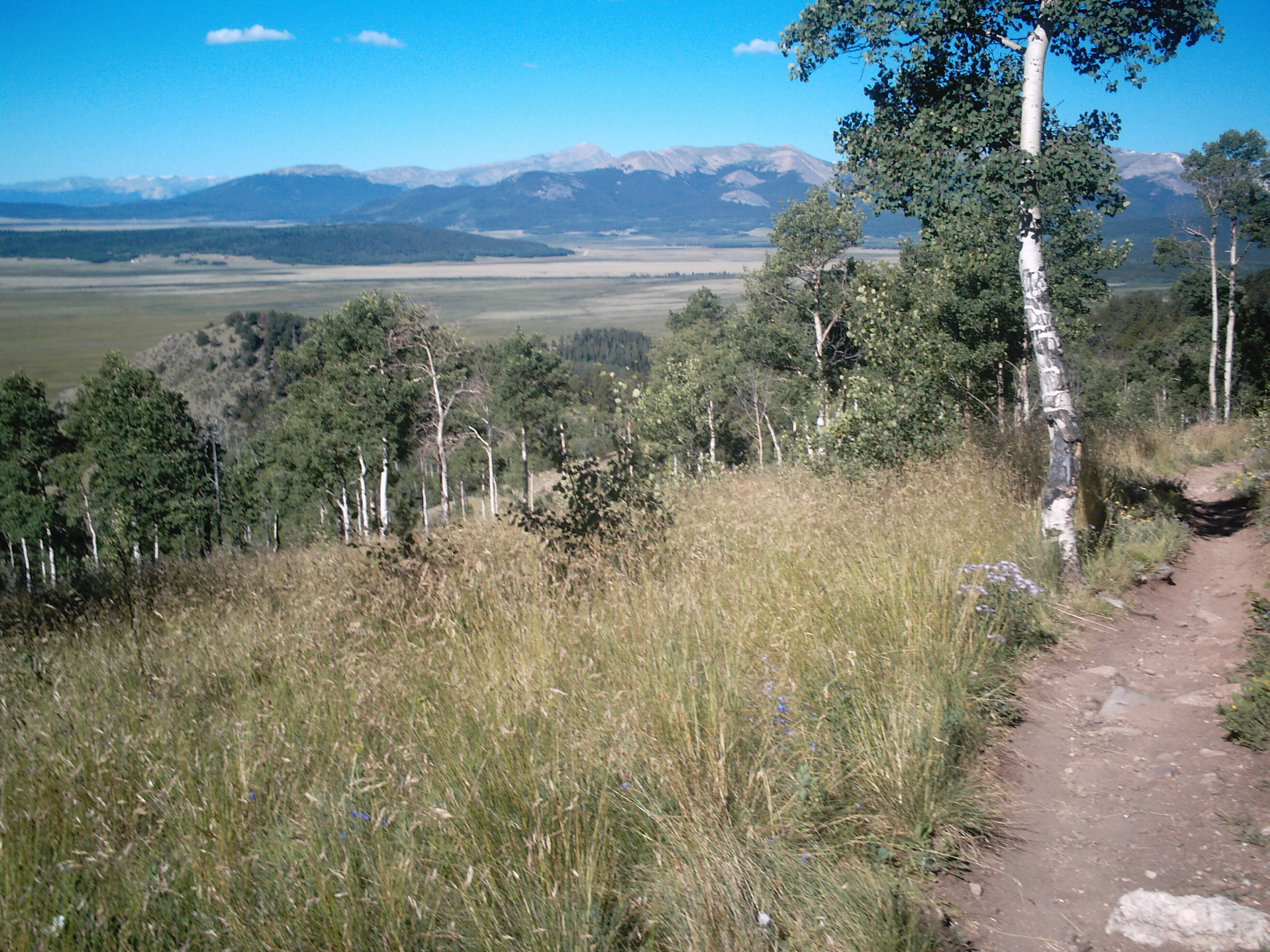
Pohled z Colorado Trailu na South Park poblíž průsmyku Kenosha Pass

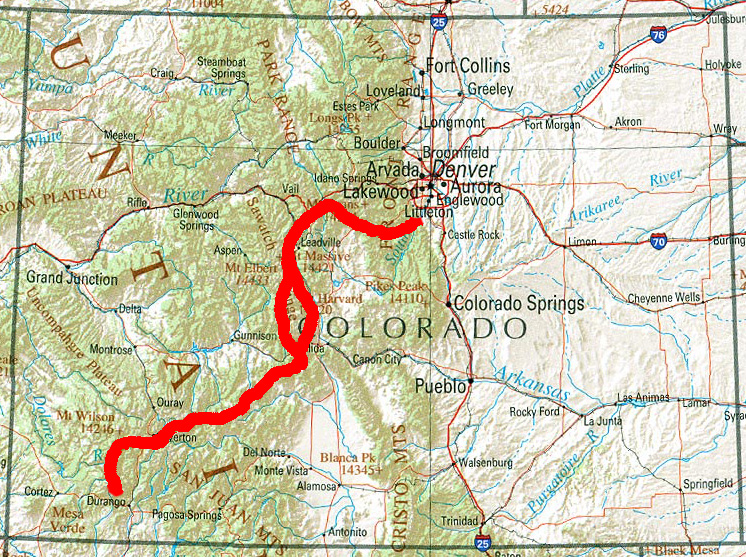
Mapa trailu (červeně)

Colorado Trail je ustanovený, značený trail pro hiking a jízdu na koních a na kolech. Z východního konce u kaňonu Waterton trail prochází 782 km přes nejhornatější oblast Colorada, a pak končí a 5,6 km severně od města Durango. Stezka prochází osmi pohořími, šesti Národními lesy a šesti oblastmi divočiny.
Nadmořská výška na trailu se pohybuje od 1700 m (u Denveru) až k 4045 m na svazích San Juan mountains. Celkové převýšení je extrémní. Hikeři na trase 782 km nastoupají 27000 m. Trail prochazí oblastmi, které mnozí[kdo?] považují za nejkrásnější část Colorada. Většina trailu prochází lesem, ale v mnohých oblastech se hikeři můžou dostat nad hranici lesa, kde se jím nabídnou výhledy.
Trail prochází skrz historická důlní města, podél indiánských stezek, ale i moderních lyžařských center. Hodně částí vypadá stále tak jako před 500 lety.[kdy?] Západní část trailu mezi Durangem a průsmykem Monarch Pass je méně ovlivněna lidmi a nabízí lepší výhledy.
Po přibližně 378 km Colorado trail splývá se Stezkou kontinentálního rozhraní podél Collegiate East route. Podél Collegiate West route pak Colorado Trail splývá se Stezkou kontinentálního rozhraní na dalších 130 km.

## Počasí
Letní dny jsou teplé se studenými nocemi, ale nepředvídatelné horské počasí může přinést sníh kdykoliv v roce. Silné bouřky se mohou objevovat náhle během odpoledne a pak opět rychle zmizet. 56kilometrový úsek mezi Spring Creek a Elk Creek je nad hranicí lesa a je tak nechráněn před bouřemi.
Nejlepší období pro absolvování Colorado trailu je červenec až srpen, i když některé části v nižších polohách jsou přístupné už od dubna až června. V zimě jsou velké části trailu nepřístupné z důvodu velkého množství sněhu.